# Zgornji Kocjan
Zgornji Kocjan je naselje v Občini Radenci.